# What We Do
What We Do is de achttiende aflevering van het vijftiende seizoen van de televisieserie ER, die voor het eerst werd uitgezonden op 5 maart 2009.

## Verhaal
Tijdens de werkzaamheden op de SEH van het personeel worden zij gevolgd door een camerateam voor een documentaire. 
Dr. Morris en Diaz krijgen een steeds hechtere relatie, tijdens haar werkzaamheden als rechercheur wordt zij neergeschoten. Zij wordt met spoed levensgevaarlijk gewond naar de SEH gebracht waar de doktoren haar kunnen redden. Dr. Morris wordt hiervan op de hoogte gesteld waarop hij met spoed naar het ziekenhuis gaat. Als het blijkt dat zij zal herstellen van haar verwondingen denkt dr. Morris dat dit werk te gevaarlijk is voor haar. 
Dr. Rasgotra maakt zich zorgen om de relatie tussen haar en dr. Brenner, vooral hun gebrek aan communicatie. Zij denkt dat het beter is om hun relatie te beëindigen.
Taggart probeert de relatie tussen haar en haar moeder te herstellen, zij krijgt hierin echter weinig medewerking van haar moeder. 
Dr. Carter valt, door zijn nierziekte, tijdens een traumabehandeling ineen. Dit baart zorgen bij zijn collega’s die niet op de hoogte zijn van zijn conditie. 

## Rolverdeling

### Hoofdrollen
- Noah Wyle - Dr. John Carter
- Parminder Nagra - Dr. Neela Rasgrota
- John Stamos - Dr. Tony Gates
- Scott Grimes - Dr. Archie Morris
- David Lyons - Dr. Simon Brenner
- Gil McKinney - Dr. Paul Grady
- Linda Cardellini - verpleegster Samantha Taggart
- Amy Madigan - Mary Taggart
- Laura Cerón - verpleegster Chuny Marquez
- Yvette Freeman - verpleegster Haleh Adams
- Louie Liberti - ambulancemedewerker Bardelli
- Emily Wagner - ambulancemedewerker Doris Pickman
- Troy Evans - Frank Martin
- Abraham Benrubi - Jerry Markovic
- Justina Machado - Claudia Diaz

### Gastrollen (selectie)
- Demetrius Grosse - politieagent Newkirk
- Michael Patrick McGill - rechercheur Ed Bernstein
- Tate Hanyok - Claire
- Eugene Alper - Boris
- Betsy Baker - Dr. Wheeler
- Anne Son - Dr. Emily Haverman
- Jon Paul Burkhart - Fred Tennyson
- Nicholas Massouh - Sadiq Gilbran-Hassani